# Márcio Santos
Márcio Roberto dos Santos, genannt Márcio Santos, (* 15. September 1969 in São Paulo) ist ein ehemaliger brasilianischer Fußballspieler.
Der Spieler gewann in seiner Karriere verschiedene nationale sowie internationale Meisterschaften. Er wurde u. a. Meister in den Niederlanden und Weltmeister 1994.
Nach seiner aktiven Laufbahn eröffnete er ein Einkaufszentrum in der Stadt Balneário Camboriú.
Am 19. April 2008 erlitt er einen Schlaganfall und wurde in einem Krankenhaus in Balneário Camboriú aufgenommen. Ohne schwerwiegende Konsequenzen verließ er fünf Tage später das Krankenhaus.
Zwischen Oktober 2020 und Januar 2021 war er Fußballkoordinator beim FC Santos.

## Erfolge
Internacional
- Staatsmeisterschaft von Rio Grande do Sul: 1991

Ajax
- Niederländischer Meister: 1995/96

São Paulo
- Staatsmeisterschaft von São Paulo: 1998

Gama
- Distriktmeisterschaft von Brasília: 2001

Nationalmannschaft
- Fußball-Weltmeisterschaft: 1994
- Umbro Cup: 1995[2]
- Copa América: 1997